# Носович, Владимир Павлович
Влади́мир Па́влович Носо́вич (25 апреля (7 мая) 1864 — 12 июля 1936, Белград) — русский судебный деятель, сенатор (1917).

## Биография
Родился 25 апреля (7 мая) 1864 года; сын директора Нижегородского кадетского корпуса генерал-майора П. И. Носовича (1829—1887). Сестра Ольга — жена министра внутренних дел А. Д. Протопопова.
Окончил гимназию при Санкт-Петербургском историко-филологическом институте (1882) и юридический факультет Санкт-Петербургского университета со званием действительного студента (1887).
По окончании университета начал службу по Министерству юстиции кандидатом на судебные должности при прокуроре Санкт-Петербургского окружного суда. Затем занимал должности: товарища прокурора Ярославского и Санкт-Петербургского окружных судов, товарища прокурора Ташкентской и Московской судебных палат и, наконец, председателя Тверского окружного суда (1906—1911).
В 1911 году был произведен в действительные статские советники и назначен исполняющим обязанности товарища обер-прокурора уголовного кассационного департамента Сената и членом консультации, при Министерстве юстиции учрежденной. В 1915 году был назначен прокурором Московской судебной палаты, а в следующем году — обер-прокурором уголовного кассационного департамента Сената. 1 января 1917 года назначен сенатором, с производством в тайные советники. Выступал обвинителем на судебном процессе по делу бывшего военного министра В. А. Сухомлинова.
Во время Гражданской войны был начальником управления внутренних дел в Особом совещании при Главкоме ВСЮР.
В эмиграции во Франции, жил в Париже. Сотрудничал в Бюро защиты прав русских граждан за границей, был членом Общества защиты собственности русских эмигрантов и членом ревизионной комиссии Петроградского землячества. Кроме того, состоял членом Союза русских адвокатов, председателем правления Русского юридического общества и заместителем председателя Союза бывших деятелей русского судебного ведомства. Выступал с воспоминаниями, а также с докладами по истории и по теории права.
В 1926 году входил в организационный комитет по созыву Российского зарубежного съезда в Париже, был делегатом съезда. В 1929 году читал курс лекций «Особенная часть уголовного права» во Франко-русском институте. Был участником кружка «К познанию России», сотрудничал в журнале «Борьба за Россию».
В 1934 году переехал в Белград, где спустя два года скончался. Похоронен на Новом кладбище.

## Семья
С 1892 года был женат на Софии Евгениевне Пушкиной (1872—1945), дочери сенатора Е. А. Пушкина. Их дети:
- Павел (род. 1895)
- Владимир (род. 1902)
- Мария (род. 1893)
- София (1898—1978), сестра милосердия в Русской армии Врангеля. В эмиграции во Франции, участница движения Сопротивления.

## Награды
- Орден Святой Анны 2-й ст. (1902)
- Высочайшая благодарность (1912)
- Орден Святого Владимира 3-й ст. (1914)
- Орден Святого Станислава 1-й ст. (1916)

- знак «В память 200-летия Правительствующего Сената»

Иностранные:
- бухарский Орден Золотой Звезды 2-й ст. (1900).